# Championnat d'Australie des pilotes
Le championnat d'Australie des pilotes (Australian Drivers Championship) est un championnat de sport automobile disputé annuellement en Australie depuis 1957. Il met aux prises des voitures de la meilleure catégorie australienne de monoplaces, qui est prédéfinie par la Confederation of Australian Motor Sport (CAMS). Depuis 2005, le championnat se court avec des Formule 3 et se confond avec le championnat d'Australie de Formule 3 créé en 1999. En fin de saison, le champion se voit décerner la Gold Star de la CAMS.

## Histoire
Avec un premier titre attribué en 1957, le championnat des pilotes est le plus ancien championnat de sport automobile d'Australie encore disputé. Tandis que l'âge d'or des constructeurs australiens (traduit par des voitures « faites main » confectionnées par des mécaniciens et ingénieurs locaux, par opposition aux manufacturiers américains et européens qui dominaient le sport automobile d'avant 1945) n'était pas encore mort, les monoplaces de Formule 1 et Formule 2 européennes devinrent très populaire chez les pilotes, qui adoptèrent notamment les Maybach et la Maserati 250F.
L'ascension de Cooper en Europe, emmené par Jack Brabham, Bruce McLaren et le reste des pilotes australasiens qui submergèrent la Formule 1 dans les années 1960, créa par ricochet un engouement pour les monoplaces à coût réduit. Ceci, ajouté à la réputation solide que s'était taillée le personnel australasien en Europe, et à la nature compétitive de la discipline, amena les écuries à s'intéresser à des courses en Australie et Nouvelle-Zélande. C'est ainsi que naquit le championnat de Formule Tasmane en 1964. Les mêmes années, le sport automobile australien fut progressivement inondé par les Cooper et Brabham.
Au début des années 1970, la Formule Tasmane s'essouffla et une réglementation Formule 5000 à moteur 2 L fut appliquée en 1972, ce qui n'empêcha pas le championnat de disparaître en 1975. Bien que la Formule 5000 fut toujours populaire, le championnat d'Australie des voitures de tourisme la surpassa auprès du public, une situation qui perdure aujourd'hui où le Championnat des pilotes est désormais considéré comme une catégorie de formation pour les jeunes pilotes.
La Formule 5000 continua jusqu'en 1981 avec parfois une grille rétrécie à moins de dix monoplaces sur certaines courses. Une variante locale de la Formule Atlantique, déjà en vigueur à la fin des années 1970, fut adoptée et se révéla être un succès avec un grand nombre de Ralt RT4 importées. Cependant cette formule, renommée « Formule mondiale » plus tard, disparut en 1987 et fut remplacée par le championnat d'Australie de Formule 2, tandis que la Formula 3000, plus tard renommée « Formula Holden (en) », commençait à se développer. Le championnat de Formule Holden fut disputé de 1989 à 2003, et en 2005 fut adoptée la réglementation Formule 3.

## Palmarès
| Année                                              | Vainqueur         | Nationalité      | Voiture                     | Catégorie                                                      |
| Championnat d'Australie des pilotes                |                   |                  |                             |                                                                |
| 1957                                               | Lex Davison       | Australie        | Ferrari 500                 | Formule Libre                                                  |
| 1958                                               | Stan Jones        | Australie        | Maserati 250F               | Formule Libre                                                  |
| 1959                                               | Len Lukey         | Australie        | Cooper T45 Climax FPF       | Formule Libre                                                  |
| 1960                                               | Alec Mildren      | Australie        | Cooper T51 Maserati         | Formule Libre                                                  |
| 1961                                               | Bill Patterson    | Australie        | Cooper T51 Climax FPF       | Formule Libre                                                  |
| 1962                                               | Bib Stillwell     | Australie        | Cooper T55 Climax FPF       | Formule Libre                                                  |
| 1963                                               | Bib Stillwell     | Australie        | Brabham BT4 Climax FPF      | Formule Libre                                                  |
| 1964                                               | Bib Stillwell     | Australie        | Brabham BT4 Climax FPF      | Formule nationale australienne & Formule australienne 1½ litre |
| 1965                                               | Bib Stillwell     | Australie        | Brabham BT11a Climax FPF    | Formule nationale australienne & Formule australienne 1½ litre |
| 1966                                               | Spencer Martin    | Australie        | Brabham BT11a Climax FPF    | Formule nationale australienne & Formule australienne 1½ litre |
| 1967                                               | Spencer Martin    | Australie        | Brabham BT11a Climax FPF    | Formule nationale australienne & Formule australienne 1½ litre |
| 1968                                               | Kevin Bartlett    | Australie        | Brabham BT23D Alfa Romeo    | Formule nationale australienne & Formule australienne 1½ litre |
| 1969                                               | Kevin Bartlett    | Australie        | Brabham BT23D Alfa Romeo    | Formule nationale australienne & Formule 2 australienne        |
| 1970                                               | Leo Geoghegan     | Australie        | Lotus 59B Waggott           | Formule 1 australienne & Formule 2 australienne                |
| 1971                                               | Max Stewart       | Australie        | Mildren Waggott             | Formule 1 australienne & Formule 2 australienne                |
| 1972                                               | Frank Matich      | Australie        | Matich A50 Repco-Holden     | Formule 1 australienne & Formule 2 australienne                |
| 1973                                               | John McCormack    | Australie        | Elfin MR5 Repco-Holden      | Formule 1 australienne & Formule 2 australienne                |
| 1974                                               | Max Stewart       | Australie        | Lola T330 Chevrolet         | Formule 1 australienne & Formule 2 australienne                |
| 1975                                               | John McCormack    | Australie        | Elfin MR6 Repco-Holden      | Formule 1 australienne & Formule 2 australienne                |
| 1976                                               | John Leffler      | Australie        | Lola T400 Chevrolet         | Formule 1 australienne & Formule 2 australienne                |
| 1977                                               | John McCormack    | Australie        | McLaren M23 Leyland         | Formule 1 australienne & Formule 2 australienne                |
| 1978                                               | Graham McRae      | Nouvelle-Zélande | McRae GM3 Chevrolet         | Formule 1 australienne                                         |
| 1979                                               | Johnnie Walker    | Australie        | Lola T332 Chevrolet         | Formule 1 australienne                                         |
| 1980                                               | Alfredo Costanzo  | Australie        | Lola T430 Chevrolet         | Formule 1 australienne                                         |
| 1981                                               | Alfredo Costanzo  | Australie        | McLaren M26 Chevrolet       | Formule 1 australienne                                         |
| 1982                                               | Alfredo Costanzo  | Australie        | Tiga FA81 Ford              | Formule 1 australienne                                         |
| 1983                                               | Alfredo Costanzo  | Australie        | Tiga FA81 Ford              | Formule 1 australienne                                         |
| 1984                                               | John Bowe (en)    | Australie        | Ralt RT4 Ford               | Formule Mondiale                                               |
| 1985                                               | John Bowe (en)    | Australie        | Ralt RT4 Ford               | Formule Mondiale                                               |
| 1986                                               | Graham Watson     | Nouvelle-Zélande | Ralt RT4 Ford               | Formule Mondiale                                               |
| 1987                                               | David Brabham     | Australie        | Ralt RT30 Volkswagen        | Formule 2 australienne                                         |
| 1988                                               | Rohan Onslow      | Australie        | Cheetah Mk8 Volkswagen      | Formule 2 australienne                                         |
| 1989                                               | Rohan Onslow      | Australie        | Ralt RT20 Holden            | Formule Holden                                                 |
| 1990                                               | Simon Kane        | Australie        | Ralt RT21 Holden            | Formule Holden                                                 |
| 1991                                               | Mark Skaife       | Australie        | SPA 003 Holden              | Formule Brabham                                                |
| 1992                                               | Mark Skaife       | Australie        | SPA 003 Holden              | Formule Brabham                                                |
| 1993                                               | Mark Skaife       | Australie        | Lola T91/50 Holden          | Formule Brabham                                                |
| 1994                                               | Paul Stokell      | Australie        | Reynard 91D Holden          | Formule Brabham                                                |
| 1995                                               | Paul Stokell      | Australie        | Reynard 91D Holden          | Formule Brabham                                                |
| 1996                                               | Paul Stokell      | Australie        | Reynard 91D Holden          | Formule Holden                                                 |
| 1997                                               | Jason Bright (en) | Australie        | Reynard 91D Holden          | Formule Holden                                                 |
| 1998                                               | Scott Dixon       | Nouvelle-Zélande | Reynard 92D Holden          | Formule Holden                                                 |
| 1999                                               | Simon Wills       | Nouvelle-Zélande | Reynard 94D Holden          | Formule Holden                                                 |
| 2000                                               | Simon Wills       | Nouvelle-Zélande | Reynard 94D Holden          | Formule Holden                                                 |
| 2001                                               | Rick Kelly        | Australie        | Reynard 94D Holden          | Formule Holden                                                 |
| 2002                                               | Will Power        | Australie        | Reynard 94D Holden          | Formule Holden                                                 |
| 2003                                               | Daniel Gaunt      | Nouvelle-Zélande | Reynard 96D Holden          | Formule 4000                                                   |
| 2004                                               | Neil McFayden     | Australie        | Reynard 96D Holden          | Formule 4000                                                   |
| Championnat d'Australie des pilotes de Formule 3   |                   |                  |                             |                                                                |
| 2005                                               | Aaron Caratti     | Australie        | Dallara F304 Renault Sodemo | Formule 3                                                      |
| 2006                                               | Ben Clucas        | Royaume-Uni      | Dallara F304 Spiess Opel    | Formule 3                                                      |
| 2007                                               | Tim Macrow        | Australie        | Dallara F307 HWA Mercedes   | Formule 3                                                      |
| 2008                                               | James Winslow     | Royaume-Uni      | Dallara F307 HWA Mercedes   | Formule 3                                                      |
| 2009                                               | Joey Foster       | Royaume-Uni      | Dallara F307 HWA Mercedes   | Formule 3                                                      |
| 2010                                               | Ben Barker        | Royaume-Uni      | Dallara F307 HWA Mercedes   | Formule 3                                                      |
| 2011                                               | Chris Gilmour     | Australie        | Dallara F307 HWA Mercedes   | Formule 3                                                      |
| 2012                                               | James Winslow     | Royaume-Uni      | Dallara F307 HWA Mercedes   | Formule 3                                                      |
| 2013                                               | Tim Macrow        | Australie        | Dallara F307 HWA Mercedes   | Formule 3                                                      |
| 2014                                               | Simon Hodge       | Australie        | Dallara F307 HWA Mercedes   | Formule 3                                                      |
| Championnat d'Australie S5000 (en) (Tasman Series) |                   |                  |                             |                                                                |
| 2021                                               | Joey Mawson       | Australie        | Rogers AF01/V8 Ford         | S5000                                                          |
| 2022                                               | Joey Mawson       | Australie        | Rogers AF01/V8 Ford         | S5000                                                          |
| 2023                                               | Aaron Cameron     | Australie        | Rogers AF01/V8 Ford         | S5000                                                          |
| Australian Auto Sport Alliance                     |                   |                  |                             |                                                                |
| 2024                                               | Damon Sterling    | Australie        | Hyper Racer X1              |                                                                |